# Église Saint-Maurice d'Aubiac
Pour les articles homonymes, voir Église Saint-Maurice.
L'église Saint-Maurice d'Aubiac est une ancienne église catholique  située dans la commune de Verdelais, dans le département de la Gironde, en France.

## Localisation
L'église se trouve dans le sud-ouest du territoire communal, à proximité de la Garonne. L'accès s'en fait à partir de la route départementale D10 : dans le sens de circulation Saint-Maixant (au sud-est) vers Cadillac (au nord-ouest) : environ 500 mètres après le rond-point menant, sur la droite (nord-est), au bourg de Verdelais, une petite route vicinale, sur la gauche, conduit au lieu-dit Aubiac ; l'église se situe à 300 mètres environ sur la gauche.

## Historique
L'édifice, construit au XIIe siècle, est l'église cultuelle du lieu-dit Aubiac et du « bas Verdelais ». En 1655, la cure est transférée à l'église Notre-Dame de Verdelais qui deviendra basilique en 1924. En raison des inondations systématiques qui rendent l'église indisponible quatre mois par an, l'utilisation cultuelle de l'église est abandonnée en 1792 et l'église transformée en étable.

L'édifice est inscrit au titre des monuments historiques par arrêté du 27 décembre 1973.

## Galerie

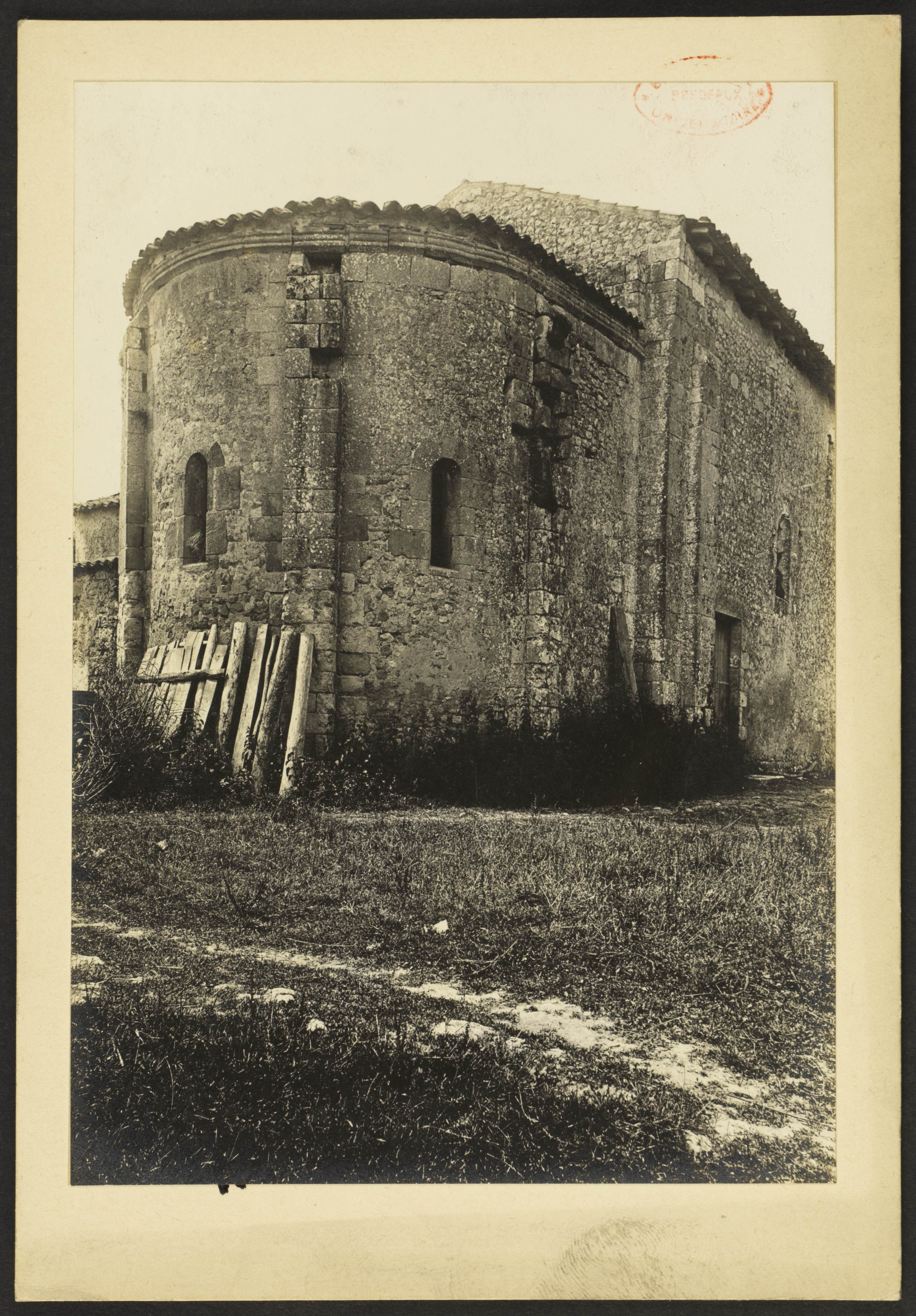
L'église vers 1900 (Jean-Auguste Brutails)
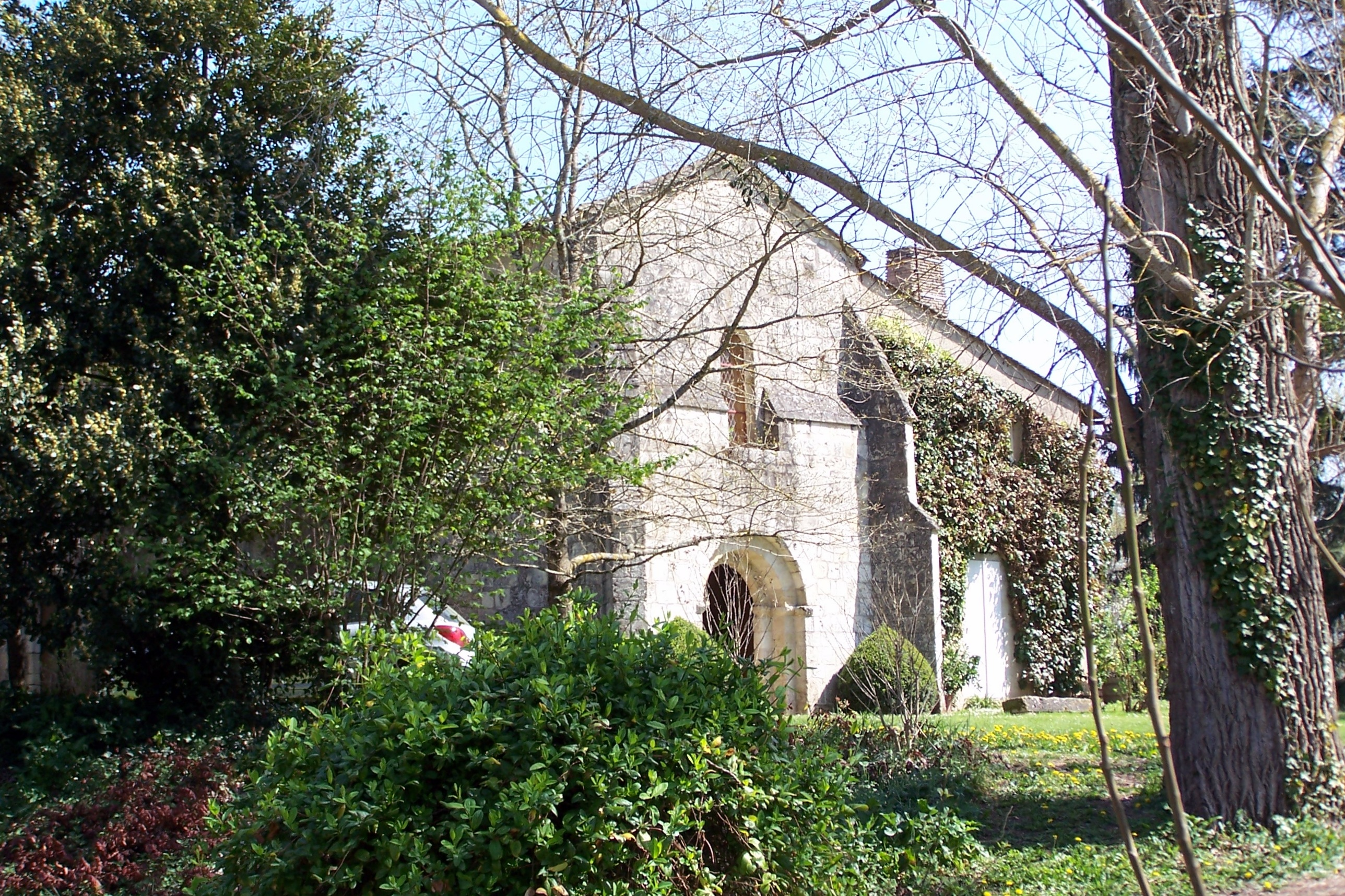
Façade au sud-ouest (mars 2012)
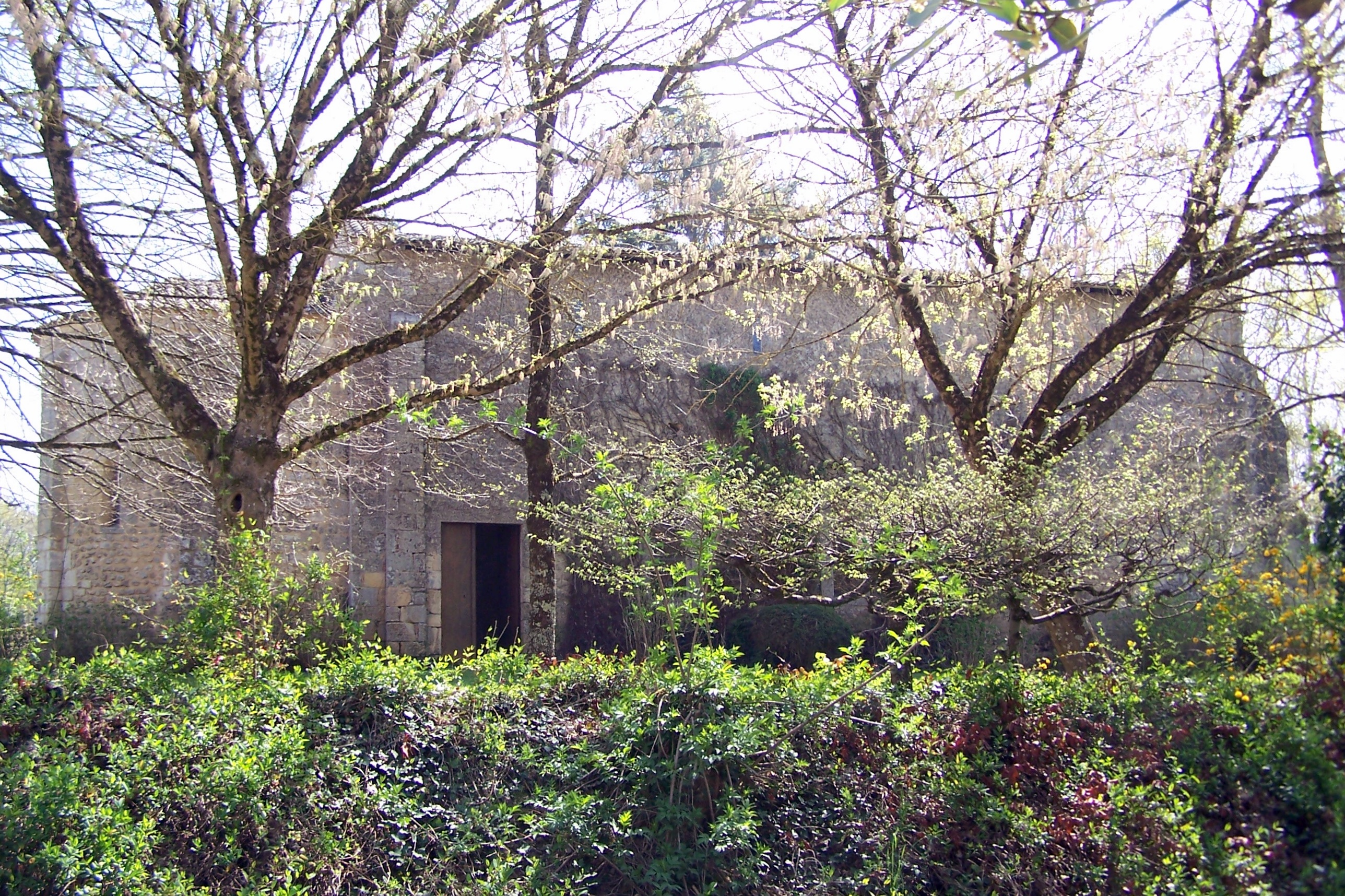
Vue latérale nord-ouest (mars 2012)